# Gare de Saint-Marcel-en-Dombes
Ne doit pas être confondu avec Gare de Saint-Marcel.
La gare de Saint-Marcel-en-Dombes est une gare ferroviaire française de la ligne de Lyon-Saint-Clair à Bourg-en-Bresse, située sur le territoire de la commune de Saint-Marcel, dans le département de l'Ain, en région Auvergne-Rhône-Alpes.
C'est une halte voyageurs de la Société nationale des chemins de fer français (SNCF), desservie par des trains TER Auvergne-Rhône-Alpes.

## Situation ferroviaire
Établie à 287 mètres d'altitude, la gare de Saint-Marcel-en-Dombes est située au point kilométrique (PK) 31,998 de la ligne de Lyon-Saint-Clair à Bourg-en-Bresse entre les gares de Saint-André-de-Corcy et de Villars-les-Dombes.
Elle est située sur la section à double voie qui débute peu avant la gare au PK 19,334 et s'achève à la gare de Villars-les-Dombes.

## Fréquentation
Selon les estimations de la SNCF, la fréquentation annuelle de la gare s'élève aux nombres indiqués dans le tableau ci-dessous.
| Année               | 2024   | 2023   | 2022   | 2021   | 2020   | 2019   | 2018   | 2017   | 2016   | 2015   |
| ------------------- | ------ | ------ | ------ | ------ | ------ | ------ | ------ | ------ | ------ | ------ |
| Nombre de voyageurs | 86 817 | 81 632 | 70 447 | 50 927 | 46 259 | 74 865 | 67 676 | 75 858 | 70 139 | 68 233 |

## Service des voyageurs

### Accueil
Halte SNCF, c'est un point d'arrêt non géré (PANG) à entrée libre, elle dispose d'un distributeur automatique de titres de transport TER.
La traversée des voies et le passage d'un quai à l'autre s'effectuent par le passage à niveau routier.

### Desserte
Saint-Marcel-en-Dombes est desservie par des trains du réseau TER Auvergne-Rhône-Alpes de la relation Bourg-en-Bresse-Lyon-Perrache.

Installations
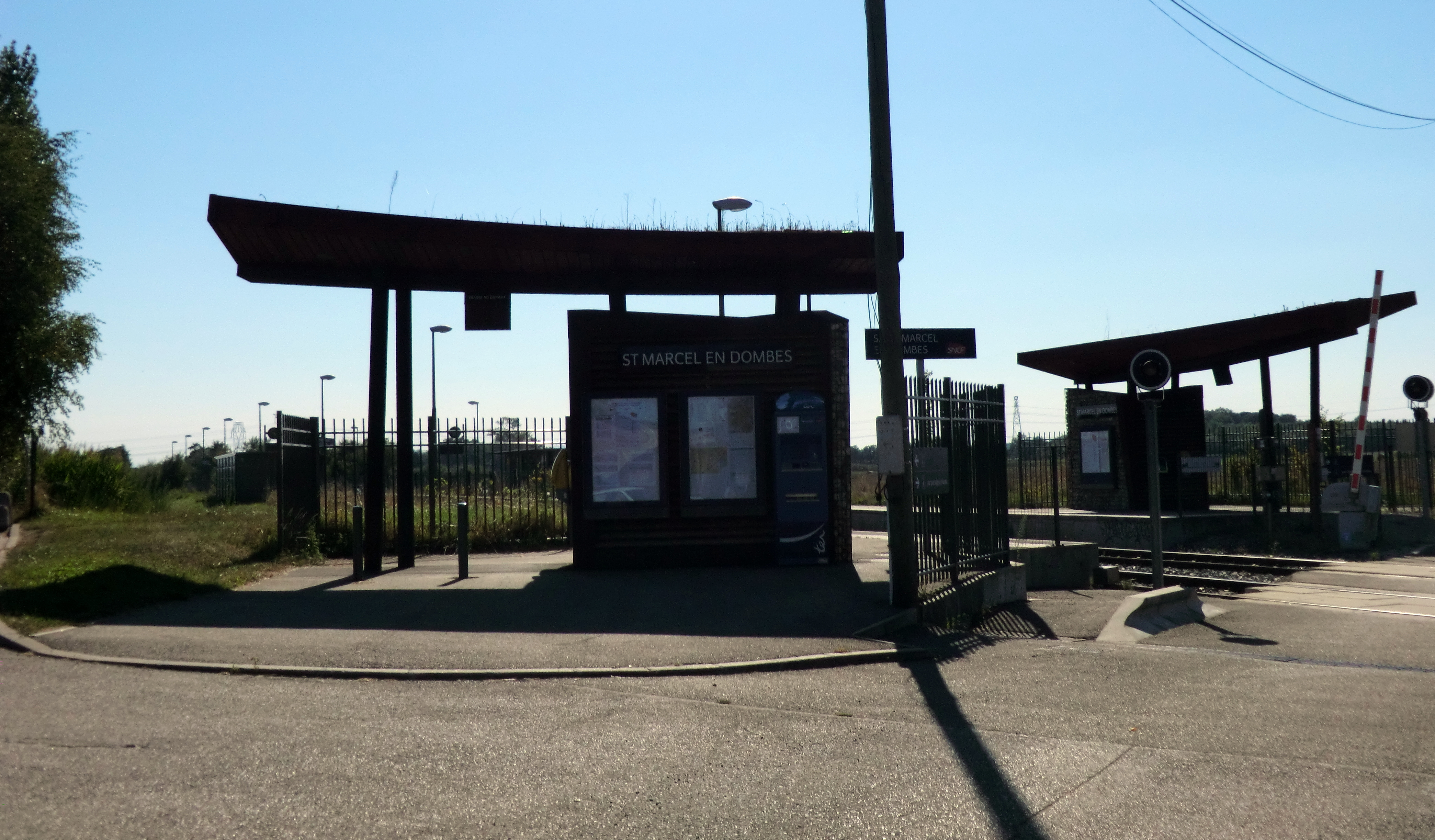
Entrées et passage à niveau.
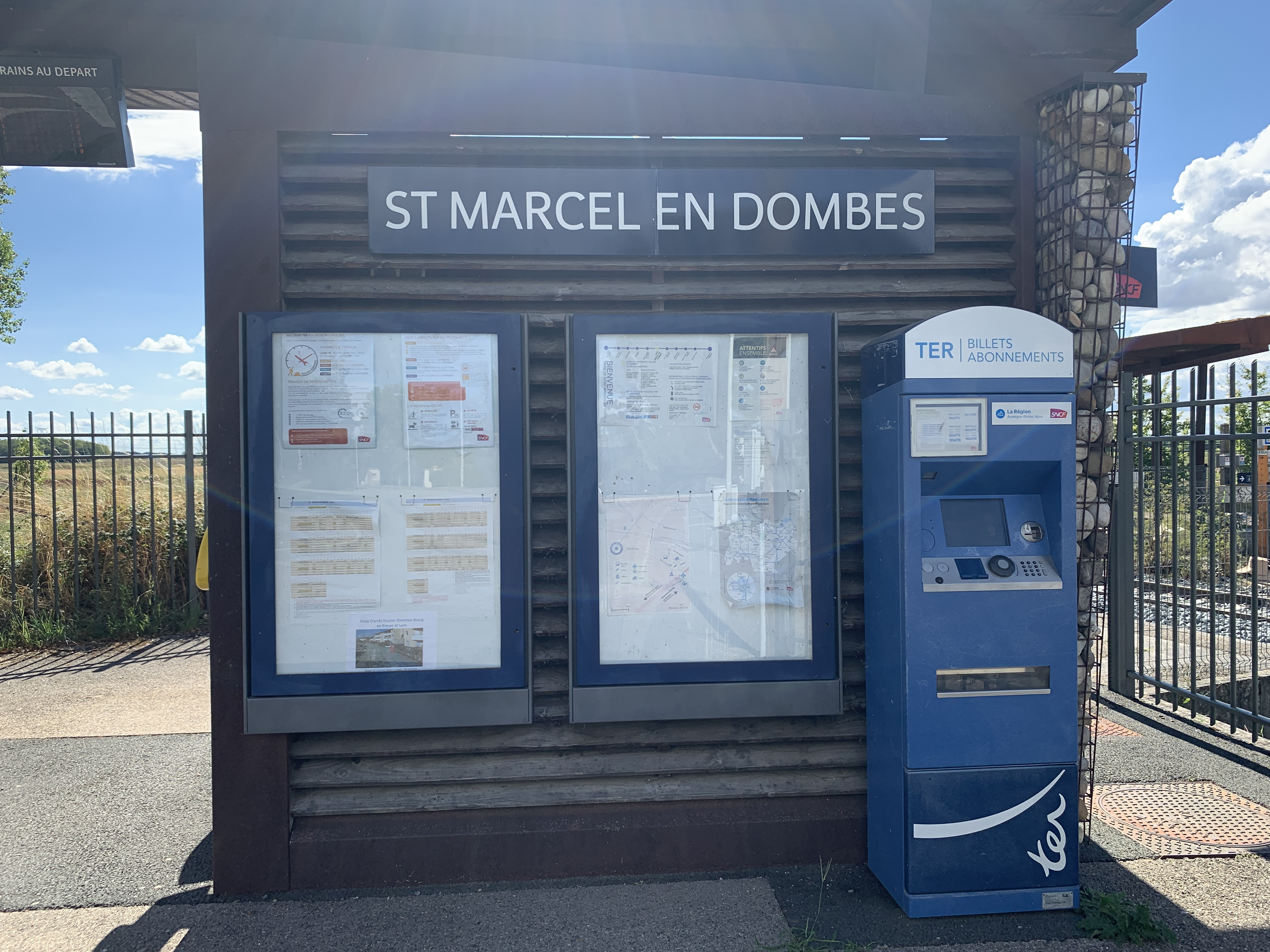
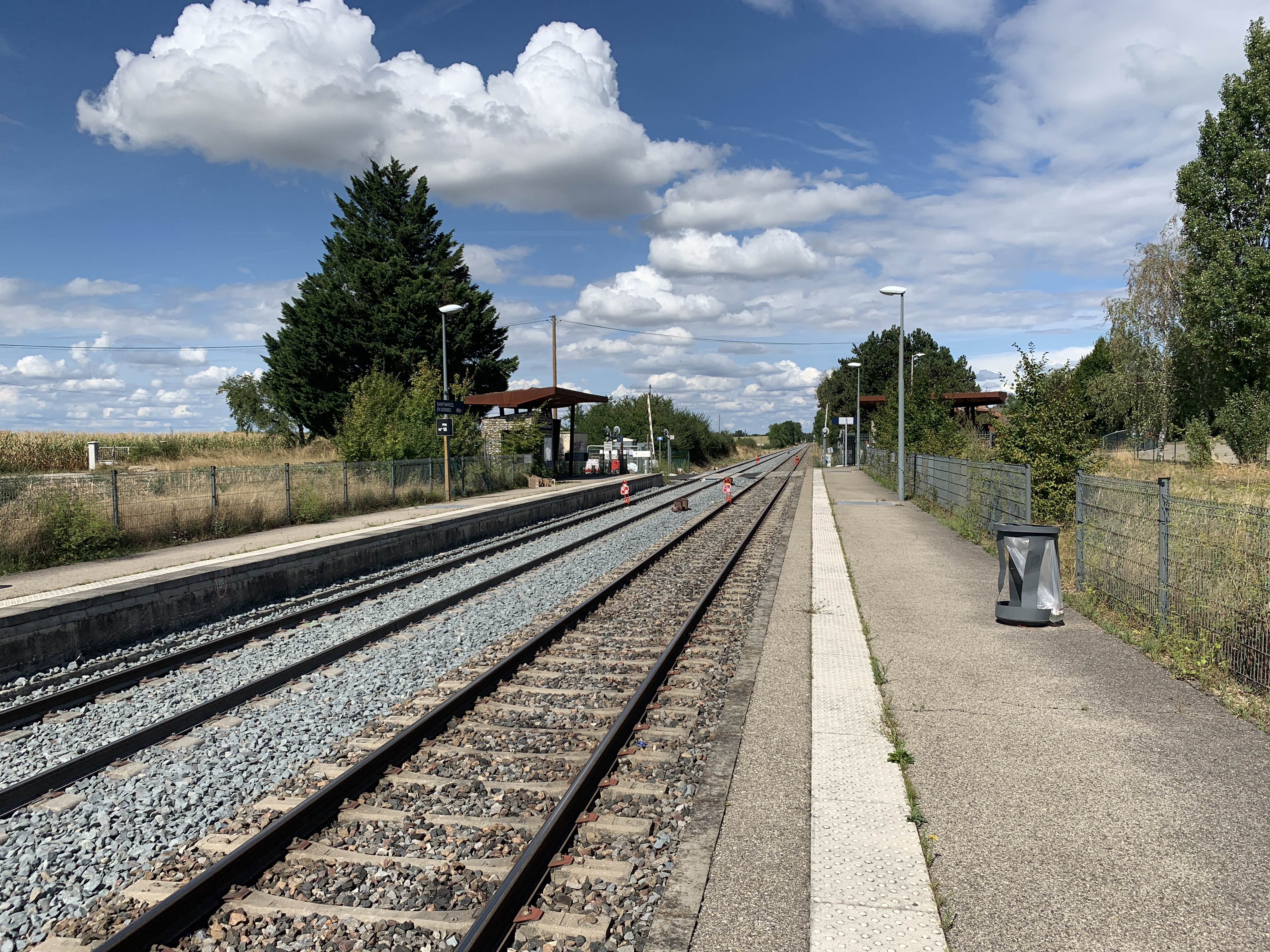

### Intermodalité
Un parc pour les vélos et un parking pour les véhicules y sont aménagés. 